# Альбатрос (катамаран)
Разборный надувной прогулочно-туристский катамаран KM-1 «Альбатрос» — легкое судно, предназначенное для прогулок, парусных туристских походов и соревнований. Выпускался в 1980-х годах ТАПО им. Чкалова.

## История создания
Конструкция катамарана была разработана московским инженером и туристом-парусником В. М. Перегудовым. После проведенных совместно с ВНИЛТЭ испытаний и постройки ряда прототипов была разработана заводская документация и началось промышленное производство катамаранов.

## Технические данные
- Длина 4,5 м
- Ширина 2,2 м
- Высота (без мачты / с мачтой) 0,8 / 6,0 м
- Диаметр поплавков 0,45 м
- Объём каждого поплавка 0,52 м3
- Осадка поплавками (порожнем / с полной нагрузкой) 0,05 / 0,14 м
- Осадка шверцем 0,78 м
- Парус грот 5,3 м2
- Парус стаксель 2,2 м2
- Вес пустого 55 кГ
- Грузоподъемность 325 кГ
- Пассажировместимость 4 чел.
- Скорость хода под парусом или под мотором 2 л. с. до 10 км/ч

## Опыт эксплуатации
«Альбатрос» зарекомендовал себя как удобное, универсальное, безопасное и надежное судно для парусного туризма. Несмотря на то, что катамаран проектировался для прогулок и несложных походов с экипажем из двух-трех человек, его возможности при достаточном опыте экипажа оказались более серьёзными. На «Альбатросах» совершено множество плаваний не только по рекам, озёрам и водохранилищам, но и по крупным озёрам (Ладожское, Онежское), Азовскому и Белому морям. Многочисленные катамараны этого типа после замены резинотканевых поплавков на баллоны из современных материалов продолжают активно эксплуатироваться и в настоящее время (2020-е гг.).